# Nycteola rufosignata
Nycteola rufosignata är en fjärilsart som beskrevs av Obraztsov 1953. Nycteola rufosignata ingår i släktet Nycteola och familjen trågspinnare. Inga underarter finns listade i Catalogue of Life.